# Zweeds honkbalteam

De Zweedse vlag.

Het Zweeds honkbalteam is het nationale honkbalteam van Zweden. Het team vertegenwoordigt het land tijdens internationale wedstrijden.
Het Zweeds honkbalteam sloot zich in 1957 aan bij de Europese Honkbalfederatie (CEB), de continentale bond voor Europa van de IBAF.

## Kampioenschappen

### Wereldkampioenschap
Zweden nam drie keer deel aan het wereldkampioenschap honkbal.
| Editie    | 1994 | 2005 | 2009 |
| Prestatie | 15e  | 16e  | 19e  |

### Europees kampioenschap
Zweden nam 32 keer deel aan het Europees kampioenschap honkbal. De derde plaats (in 1981 en 1993) is de hoogste behaalde klassering.
| Editie    | 1960 | 1962  | 1964 | 1965 | 1967 | 1969 | 1971 | 1973 | 1975 | 1977 | 1979 | 1981  | 1983 | 1985 | 1987 | 1989 |
| Prestatie | 4e   | 7e    | 4e   | 5e   | 5e   | 6e   | 8e   | 5e   | 5e   | 5e   | 4e   | Brons | 5e   | 4e   | 5e   | 4e   |
|           |      |       |      |      |      |      |      |      |      |      |      |       |      |      |      |      |
| Editie    | 1991 | 1993  | 1995 | 1997 | 1999 | 2001 | 2003 | 2005 | 2007 | 2010 | 2012 | 2014  | 2016 | 2019 | 2021 | 2023 |
| Prestatie | 7e   | Brons | 7e   | 8e   | 7e   | 12e  | 4e   | 8e   | 6e   | 5e   | 6e   | 11e   | 8e   | 12e  | 12e  | 8e   |